# Albrecht von Wertheim
Albrecht von Wertheim († 19. Mai 1421) war von 1398 bis zu seinem Tode 1421 Fürstbischof des Hochstiftes Bamberg.

## Biografie

### Herkunft

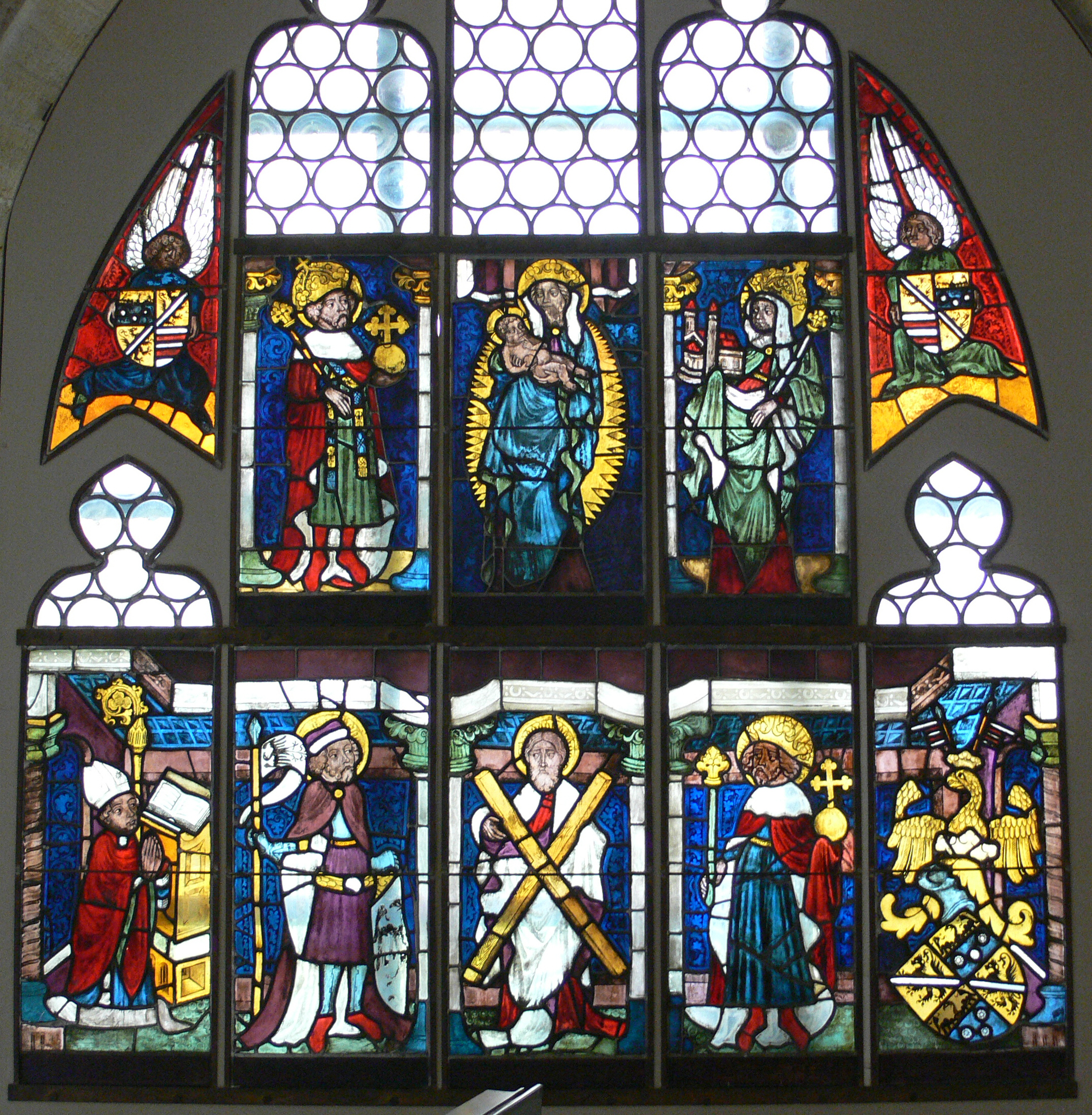
Fenster aus der Andreaskapelle im Bamberger Domkreuzgang (heute im Diözesanmuseum), um 1414, zahlreiche spätere Ergänzungen, Stiftung des Bischofs Albrecht von Wertheim

Albrecht, genannt auch als Albert, stammt aus dem mittelrheinisch-fränkischen Geschlecht der Grafen von Wertheim und war der Bruder Graf Johanns I. von Wertheim. Als weitere Geschwister werden die Bamberger Domkanoniker Eberhard und Friedrich I. von Wertheim genannt. Sein Vater war Graf Eberhard I. von Wertheim und seine Mutter Burggräfin Katharina von Nürnberg.

### Wirken
Zur Zeit der Ernennung von Albrecht von Wertheim zum Fürstbischof war Bonifaz IX. Papst. Albrecht führte den Reformkurs seines Vorgängers Lamprecht von Brunn fort, dessen Koadjutor er zuvor war. Dazu zählte auch die Neugliederung der Diözese und die Errichtung neuer Pfarreien. Auch die Bündnispolitik seines Vorgängers gegenüber den angrenzenden Herrschern behielt er bei. Arnold von Sparneck war Domherr zu Albrechts Zeit.

### Wappen
Das Wappen des Fürstbischofs ist üblicherweise gemehrt. Für Bamberg steht der schwarze Löwe, belegt mit einer silbernen Schrägleiste auf goldenem Grund.
Sein Wappen findet sich an der Altenburg, an der er verschiedene Erweiterungen vornahm.

## Grabmal
Albrechts Epitaph findet sich heute noch im Bamberger Dom. Es ist von einem Pfälzer Künstler im Weichen Stil gefertigt. Die Bischofsfigur steht mit ihren Insignien unter einem Baldachin, dazwischen eine lateinische Inschrift mit einigen wenigen Lebensdaten.